# Francesco Jacovacci

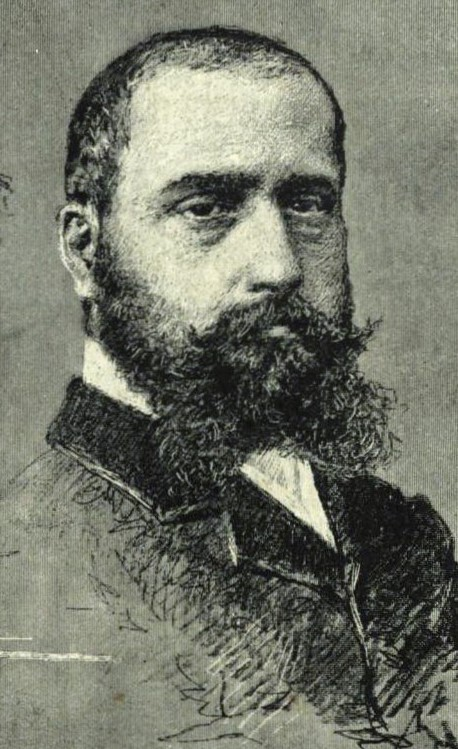
Francesco Jacovacci

Francesco Jacovacci (Roma, 30 gennaio 1838 – Roma, 26 giugno 1908) è stato un pittore italiano prolifico nel campo pittura storica e di genere.

## Biografia
Nato a Roma, è stato il pupillo di Alessandro Capalti e di Alessandro Marini, molto attivi nel periodo di rinnovamento artistico romano degli anni 1830 e 1840. Jacovacci ha collaborato poi con Cesare Fracassini per gli affreschi della chiesa di San Lorenzo fuori le Mura. Le sue opere sono state sovente vendute dalla galleria Goupil.
Alla 4ª Mostra nazionale di belle arti di Torino, del 1880, Jacovacci vinse un premio per il quadro Michelangelo davanti dalla salma di Vittoria Colonna..
Jacovacci morì a Roma nel 1908.

## Galleria d'immagini

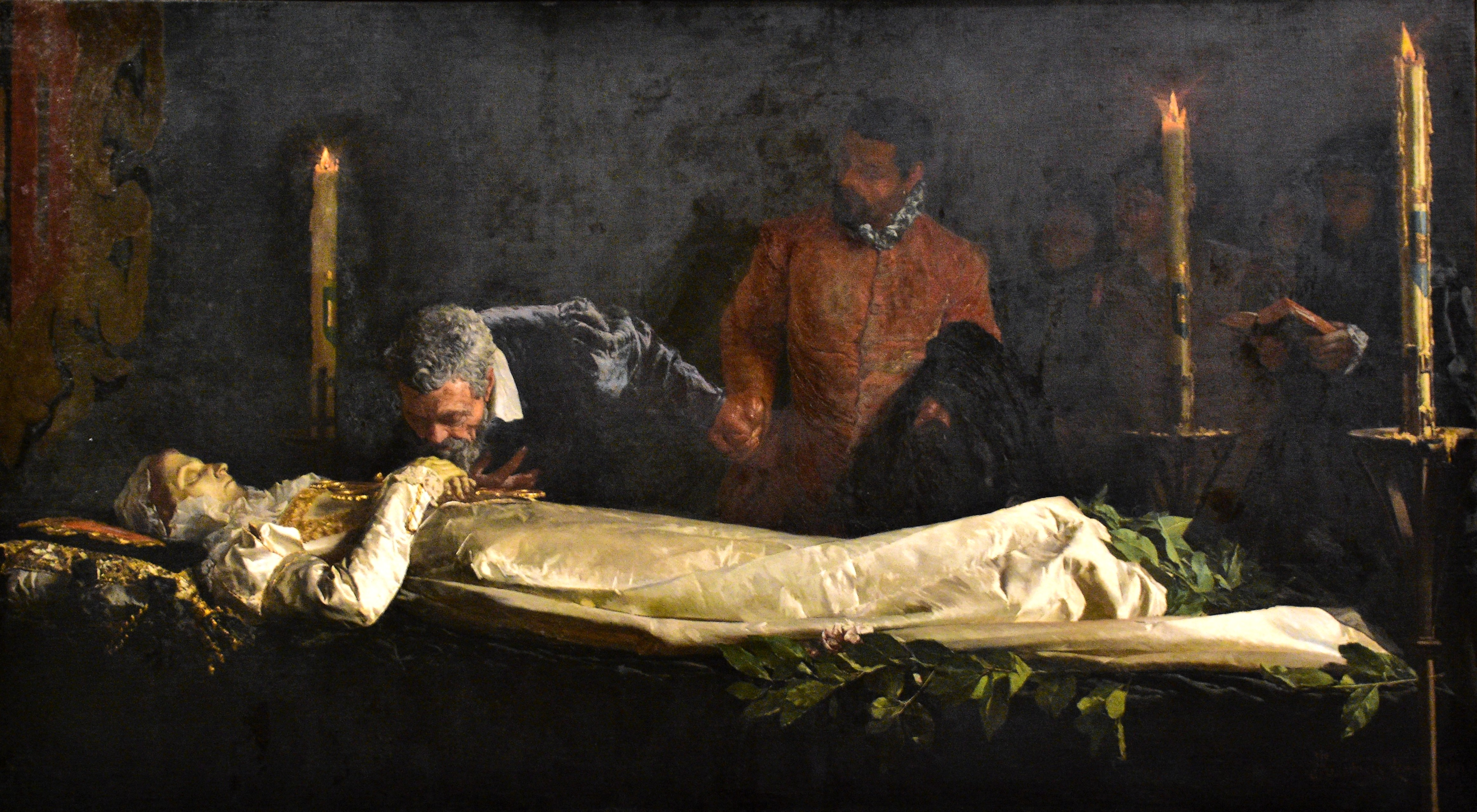
Michelangelo davanti dalla salma di Vittoria Colonna, 1880 (Museo Nazionale di Capodimonte)
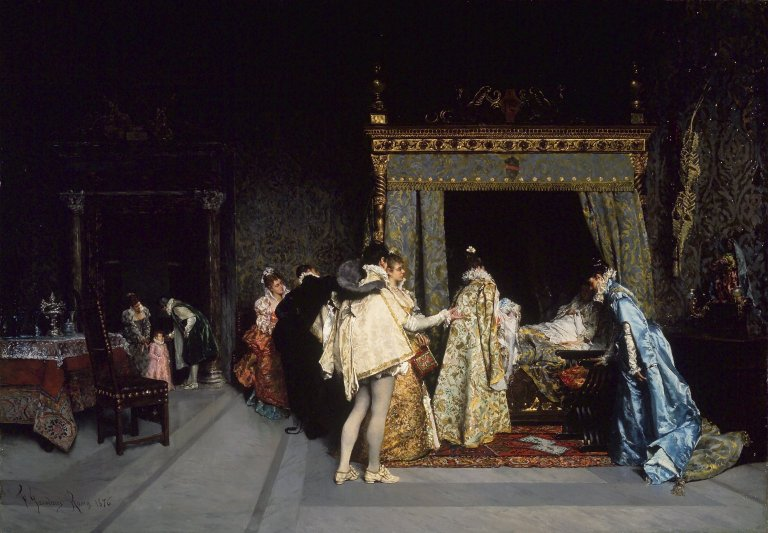
Nascita di un Principe, 1876 (Brooklyn Museum)
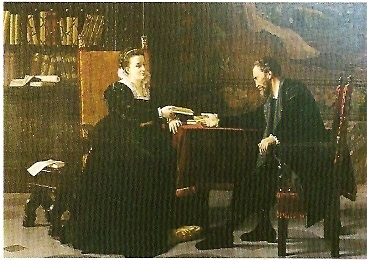
Michelangelo incontra Vittoria Colonna
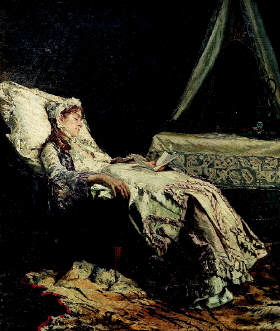
Addio al Passato, 1877 (GAM, Milano)
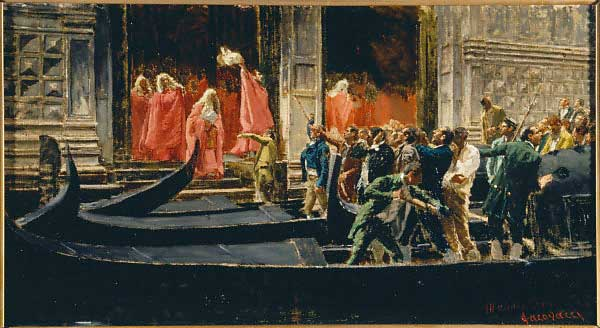
Ultimo giorno della Repubblica Veneta, 1888